# Henri Ract
Henri Ract (italianisé en Enrico Ract), né le 7 juin 1813 à L'Hôpital et mort le 5 avril 1883 à Sainte-Hélène-du-Lac, est un propriétaire, un industriel et un homme politique savoyard.

## Biographie

### Origines
Claude François Henri Ract naît le 7 juin 1813, à L'Hôpital, dans le département du Mont-Blanc. Il est le fils de Claude Raymond Ract, greffier de justice de paix du mandement de l'Hôpital, et de Jeanne Josephte Françoise Désarnod,.
Il épouse Marie-Virginie Domenget, fille du docteur Louis Domenget.

### Activités et mandats
Il est un industriel, propriétaire de la grange de Montmeillerat, située sur la commune de Sainte-Hélène-du-Lac,. Il est à l'origine, avec les libéraux François Bel et Lacoste-Fleury, de la fondation de la Société centrale d'agriculture.
La Constitution de 1848 ouvre de nouvelles perspectives politiques. Henri Ract est élu député de la Savoie, représentant le collège de Sallanches à Saint-Pierre-d'Albigny du parlement du royaume de Sardaigne à Turin le 27 avril 1848. Il est classé comme libéral. Il est de nouveau élu lors des IIe et IIIe législatures. Le 9 décembre 1849, il est remplacé par le général Charles de Menthon d'Aviernoz.
Henri Ract meurt le 5 avril 1883, à Sainte-Hélène-du-Lac,.